# イジメテミタイ
「イジメテミタイ」は、日本のシンガーソングライターであるスガシカオの楽曲。1997年9月3日にリリースされたアルバム『Clover』に収録されている。
歌手の杏子が「イジメテミタイ (DrugOn Mix)」として歌詞を一部変更し、スガとのダブルヴォーカルでリメイクされ、同年の11月12日に杏子名義のシングルとして発表された。

## 音楽性・評価
歌詞の内容は、艶っぽくかつ過激なものとなっている。音楽出版社が運営しているサイトのCDジャーナルは、当楽曲に関して「S的エロティックな世界観に満ちている。そんな感情をストレートに具現化した激しくかき鳴らされるギター・サウンドは、危険な刃物のようだ」と評価している。
シンガーソングライターである山崎まさよしが、杏子ヴァージョンのシングルの帯を寄稿する際、下記の文で楽曲の感想を述べている。
| 「            | - はっきり言うて、杏子さん、シカオちゃんこれメチャクチャ問題作ですわ。 - 音楽がモラルを超えとるやないけ! | 」 |
| —山崎まさよし | |    |

## 収録アルバム
| 収録作品                                | 発売日         | 販売元                   | 規格品番       | 備考           |
| イジメテミタイ                          | イジメテミタイ | イジメテミタイ           | イジメテミタイ | イジメテミタイ |
| --------------------------------------- | -------------- | ------------------------ | -------------- | -------------- |
| 『Clover』                              | 1997年9月3日   | キティエンタープライズ   | CD:KTCR-1447   |                |
| 『BEST HIT!! SUGA SHIKAO -1997〜2002-』 | 2013年2月27日  | ユニバーサルミュージック | CD:UPCY-6675/6 |                |

## 参加ミュージシャン
- Wah Guitar, Bass : Shikao Suga
- Electric Guitar : Ichiro Hada
- Keyboards & Some Help : Toshiyuki Mori
- Manipulation : Fumitoshi Nakamura
- Guest Vocal, Chorus：KYOKO

## 杏子のシングル
「イジメテミタイ」は、杏子の楽曲。自身の通算8枚目のシングルとして、1997年11月12日にPolydorからリリースされた。

### 背景
前作「Happy Birthday」から約半年ぶりとなるシングルとしてリリースされた。
表題曲として収録されている「イジメテミタイ (DrugOn Mix)」は、前述の通り、同年にスガシカオが発表した楽曲「イジメテミタイ」のリメイクで、歌詞を一部変更し、スガとのダブルヴォーカルとして発表された。
カップリング曲は、新曲の「MELON」と「JOHNNY MOON DOGの行方に関する仮説」の2曲が収録されており、いずれも杏子のソロ楽曲となっている。

### リリース
1997年11月12日にPolydorから、マキシシングルとしてリリースされた。

### 批評
| 専門評論家によるレビュー | 専門評論家によるレビュー |
| レビュー・スコア         | レビュー・スコア         |
| 出典                     | 評価                     |
| ------------------------ | ------------------------ |
| CDジャーナル             | 肯定的                   |

CDジャーナルは、過激である当楽曲に関して「カラオケでは絶対に歌えません」としたうえで、「エッチの限界を超えたとんでもない歌詞と、ヴォーカリストとしての限界パワーを出し切った2人の絡みが見事」と肯定的な評価を下している。

### 収録曲
| #         | タイトル                                         | 作詞                       | 作曲       | 編曲      | 時間  |
| --------- | ------------------------------------------------ | -------------------------- | ---------- | --------- | ----- |
| 1.        | 「イジメテミタイ (DrugOn Mix)」(with スガシカオ) | スガシカオ 杏子            | スガシカオ | 間宮工    | 4:44  |
| 2.        | 「MELON」                                        | 杏子                       | 杏子       | 間宮工    | 4:40  |
| 3.        | 「JOHNNY MOON DOGの行方に関する仮説」            | - 杏子 - 英訳: Shawn Ellis | 大平太一   | 大平太一  | 6:19  |
| 合計時間: | 合計時間:                                        | 合計時間:                  | 合計時間:  | 合計時間: | 15:43 |

### 収録アルバム
| 収録作品                           | 発売日                      | 販売元                      | 規格品番                       | 備考                           |
| イジメテミタイ (DrugOn Mix)        | イジメテミタイ (DrugOn Mix) | イジメテミタイ (DrugOn Mix) | イジメテミタイ (DrugOn Mix)    | イジメテミタイ (DrugOn Mix)    |
| ---------------------------------- | --------------------------- | --------------------------- | ------------------------------ | ------------------------------ |
| 『BLACKTHORN CIDER』               | 1999年3月3日                | Polydor                     | CD:POCH-1778                   |                                |
| 『10 Years Collaboration』         | 2002年12月4日               | ユニバーサルミュージック    | CD+DVD:UMCK-9026（初回限定盤） |                                |
| 『10 Years Collaboration』         | 2002年12月4日               | ユニバーサルミュージック    | CD:UMCK-1147（通常盤）         |                                |
| MELON                              |                             |                             |                                |                                |
| 『BLACKTHORN CIDER』               | 1999年3月3日                | Polydor                     | CD:POCH-1778                   | 「MELON (UK Mix)」として収録。 |
| JOHNNY MOON DOGの行方に関する仮説  |                             |                             |                                |                                |
| 『taking a trip down MEMORY LANE』 | 1999年10月27日              | Polydor                     | CD:POCH-1861                   |                                |

### メディアでの使用
| # | 曲名                            | タイアップ                                    | 出典 |
| - | ------------------------------- | --------------------------------------------- | ---- |
| 1 | 「イジメテミタイ (DrugOn Mix)」 | テレビ大阪『M-VOICE』11月度オープニングテーマ |      |